# إد وعمران (أزيار)
إد وعمران هي إحدى مشيخات المملكة المغربية، تتبع جغرافيا لعمالة أكادير إدا وتنان وإداريًا لأزيار. يقدر عدد سكانها بـ 873 نسمة حسب الإحصاء الرسمي للسكان والسكنى لسنة 2004.